# Sakai Hiroki
Sakai Hiroki (酒井 宏樹 (Tửu Tịnh Hoành Thụ) sinh ngày 12 tháng 4 năm 1990) là một cầu thủ bóng đá chuyên nghiệp người Nhật Bản hiện đang thi đấu ở vị trí hậu vệ phải cho câu lạc bộ A-League Auckland FC.

## Sự nghiệp quốc tế
Sakai thi đấu cho đội tuyển bóng đá quốc gia Nhật Bản từ năm 2012 đến năm 2022.

## Thống kê sự nghiệp
| Đội tuyển bóng đá Nhật Bản | Đội tuyển bóng đá Nhật Bản | Đội tuyển bóng đá Nhật Bản |
| Năm                        | Trận                       | Bàn                        |
| -------------------------- | -------------------------- | -------------------------- |
| 2012                       | 7                          | 0                          |
| 2013                       | 7                          | 0                          |
| 2014                       | 5                          | 0                          |
| 2015                       | 6                          | 0                          |
| 2016                       | 7                          | 0                          |
| 2017                       | 9                          | 0                          |
| 2018                       | 8                          | 1                          |
| 2019                       | 12                         | 0                          |
| 2020                       | 4                          | 0                          |
| 2021                       | 7                          | 0                          |
| 2022                       | 6                          | 0                          |
| Tổng cộng                  | 74                         | 1                          |